# Næsby Sogn (Næstved Kommune)
 For alternative betydninger, se Næsby Sogn. (Se også artikler, som begynder med Næsby Sogn)
Næsby Sogn var et sogn i Næstved Provsti (Roskilde Stift).
I 1800-tallet var Tyvelse Sogn anneks til Næsby Sogn. Begge sogne hørte til Tybjerg Herred i Præstø Amt. Næsby-Tyvelse sognekommune gik i 1962 med i Glumsø Kommune. Den blev ved kommunalreformen i 1970 indlemmet i Suså Kommune, der ved strukturreformen i 2007 indgik i Næstved Kommune.
1.	december 2024 indgik sognet i Glumsø-Bavelse-Næsby Sogn
I Næsby Sogn ligger Næsby Kirke.
I sognet findes følgende autoriserede stednavne:
- Engelstofte (bebyggelse, ejerlav)
- Næsby (bebyggelse, ejerlav)
- Næsbyholm (ejerlav, landbrugsejendom)
- Vrå (bebyggelse)
- Åhuse (bebyggelse)